# O Terceiro Kryptoniano
O Terceiro Kryptoniano (em inglês:  The Third Kryptonian) é um arco de história publicado entre setembro e novembro de 2007 pela DC Comics, uma empresa ligada ao grupo Time Warner. Escrita por Kurt Busiek e desenhada por Rick Leonardi, a história foi publicada em três partes nas edições 668, 669 e 670 da revista Superman e faz parte de uma série que Busiek produziria ao lado de Geoff Johns entre 2006 e 2008, após o evento Crise Infinita para, ao mesmo tempo que davam continuidade à história de Superman, caracterizando-o como alguém que já atuava como super-herói há mais de uma década, incluíam referências inéditas aos primeiros anos de sua vida, reincorporando ao cânone elementos da mitologia do personagem que haviam sido eliminados por outros escritores anteriormente.
A trama de O Terceiro Kryptoniano dá continuidade a um tema introduzido anteriormente em Back in Action, história também escrita por Busiek e publicada na revista Action Comics o ano anterior: a existência de um "terceiro kryptoniano" no planeta Terra, além de Superman e Supergirl. Dentre o elenco, está o personagem Chris Kent, um kryptoniano que veio ao planeta na história O Último Filho, publicada em Action Comics após Back in Action e escrita por Johns. A presença de Chris e o atraso na publicação da conclusão não apenas de O Último Filho, mas também de A Queda de Camelot - outra história de Busiek em que o personagem também aparecia - fez surgir questionamentos sobre a ordem cronológica dos diferentes eventos narrados pelos autores.
Dentro da continuidade estabelecida, a história se situa durante os eventos de O Último Filho, mas após A Queda de Camelot, antecedendo as demais histórias de Busiek que trouxeram Chris no elenco, A Rainha Inseto e Sombras Prolongadas. Os eventos narrados em O Terceiro Kryptoniano e nessas histórias antecedem ainda outras significativas histórias que foram publicadas em Action Comics entre 2007 e 2008: 3-2-1 Action, escrita por Busiek; Fuga do Mundo Bizarro e Superman e a Legião de Super-Heróis, escritas por Johns.

## Antecedentes e contexto
Superman surgiu na década de 1930, mas foi a partir da metade final da década de 1950 que muitos dos elementos mais fantásticos comumente associados ao personagem foram introduzidos em sua mitologia. Naquela época, o editor responsável pelas histórias era Mort Weisinger, e ele tinha como hábito conversar com as crianças que liam as revistas do personagem para perguntá-las o que gostariam de ver nas próximas edições - é desse relacionamento que teriam surgido personagens como a Supergirl e Krypto, o Super-Cão e locais como a cidade engarrafada de Kandor e a Fortaleza da Solidão. Embora populares dentre as crianças, muitos desses conceitos eram vistos como excessivamente infantis por alguns dos leitores mais velhos.

### Crise nas Infinitas Terrase John Byrne
Seguido a uma expressiva queda nas vendas durante a década de 1970 e a primeira metade da década de 1980, o editor Andrew Helfer recebeu da DC Comics a incumbência de escolher os escritores que trabalhariam nas revistas de Superman após a conclusão do evento Crise nas Infinitas Terras. Para as revistas de Superman, o crossover representaria o término de toda a continuidade estabelecida desde 1938.
| |  |  |
| O escritor e desenhista John Byrne (esquerda), responsável por estabelecer uma nova continuidade a partir de 1986, ao lado de profissionais como o artista Jerry Ordway (direita). Nessa mitologia renovada, Superman seria o único sobrevivente de Krypton. |  |  |

Essa reformulação, promovida a partir de 1986, realizou profundas modificações em toda a mitologia do personagem. O vilão Lex Luthor, por exemplo, deixou de ser caracterizado como um "cientista louco" e passou a ser apresentados nas histórias como um empresário corrupto dono de diversas empresas na cidade de Metrópolis. A heroína Supergirl, por sua vez, foi completamente ignorada pela nova continuidade uma vez que a intenção era determinar que Superman era o único sobrevivente da destruição do planeta Krypton. No processo, uma nova origem e caracterização para Superman foi elaborada a partir da minissérie The Man of Steel e das histórias publicadas entre 1986 e 1988.
Como parte dessa reformulação, toda a linha de revistas foi reformulada a partir de setembro de 1986: uma nova revista intitulada Superman foi lançada, com roteiros e desenhos de Byrne, e as duas outras revistas do personagem foram alteradas: a revista Superman original, mantendo sua numeração, teve seu título alterado para Adventures of Superman e passou a ser escrita por Marv Wolfman, enquanto Action Comics, também mantendo sua numeração original, passou a partir da edição 584 a ser uma revista dedicada à histórias do gênero team-up.
As três revistas manteriam uma média de 200 mil exemplares por mês nos anos seguintes e seriam consideradas um sucesso, particularmente em reacender o interesse do público pelo personagem. Embora o trabalho de Wolfman se encerrasse em 1987 e o de Byrne, no ano seguinte, os conceitos por eles estabelecidos continuariam sendo uma forte influência nas histórias do personagem por mais de uma década. Alguns historiadores e jornalistas, entretanto, defendem que desde a reformulação promovida em 1986 Superman não era mais costumeiramente caracterizado como um herói inspirador.

### Supergirl e os outros sobreviventes de Krypton

Como parte das comemorações dos 50 anos de Superman, a DC promoveu A Saga da Supergirl, escrita e desenhada por John Byrne.

Byrne afirma ter apresentado à editora o que chamou de "Lista de Exigências Indispensáveis" antes de começar a escrever The Man of Steel, apontando quais características do personagem ele entendia que precisavam ser alteradas - por exemplo, abandonar a existência de outros personagens que também teriam sobrevivido à explosão de Krypton, como Supergirl e Krypto, e elementos excessivamente fantásticos, como a Fortaleza da Solidão e a cidade engarrafada de Kandor.
Entre 1987 e 1988 a DC Comics adotou uma série de medidas para promover o aniversário de cinquenta anos da criação de Superman. Uma delas foi tomada após a revista Action Comics atingir a histórica marca de 600 edições publicadas: Byrne deixou o cargo de roteirista e desenhista e a publicação retomou o formato de antologia, adotando uma periodicidade semanal com diferentes histórias curtas toda semana. A mudança duraria apenas até o ano seguinte, e compreenderia as edições 601 à #642. Em Adventures of Superman e Superman, Byrne, o desenhista Jerry Ordway e o editor Mike Carlin elaboram uma história que apresentasse novas versões da Supergirl e do vilão General Zod, vindos de um universo alternativo.
Após a Saga da Supergirl, Byrne decidiria que não mais atuaria como roteirista. Roger Stern foi contratado para substituí-lo em Superman, enquanto Ordway acumularia a função de roteirista em Adventures of Superman e o artista George Pérez assumiria Action Comics. Na primeira reunião de planejamento da equipe, enquanto Ordway e Stern discutiam a trama de Superman in Exile, Pérez sugeriria que as tramas começassem a explorar o lado kryptoniano de Superman, e a partir daí foi criado "o artefato", um aparelho que teria sobrevivido à destruição do planeta Krypton. Ganhando o nome de "Erradicador", o artefato surgiria em Action Comics Annual #2, e seria a fonte para uma série de problemas narrados em diferentes histórias do personagem, inclusive assumindo uma forma humanoide após a morte de Superman, durante a trama The Return of Superman. Em The Adventures of Superman #500, publicada em 1993, surgiria essa nova versão, então denominada "O Último Filho de Krypton". O Erradicador foi o responsável por resgatar o corpo de Superman e revivê-lo usando tecnologia kryptoniana, mas seria quase destruído pelo Superciborgue na conclusão da saga. A partir de Action Comics #693 surgiria uma nova versão do personagem, com a forma humanoide se fundindo com um cientista humano, David Connor e se associando com os Renegados.
Uma nova versão kryptoniana da Supergirl surgiria em 2004, durante uma trama publicada na revista Superman/Batman. O escritor Jeph Loeb e o desenhista Michael Turner apresentariam uma nova versão da personagem anteriormente introduzida na Era de Prata, Kara Zor-El, prima adolescente de Superman, que também teria sobrevivido à destruição do planeta Krypton

## Histórico

### Produção e primeiras publicações

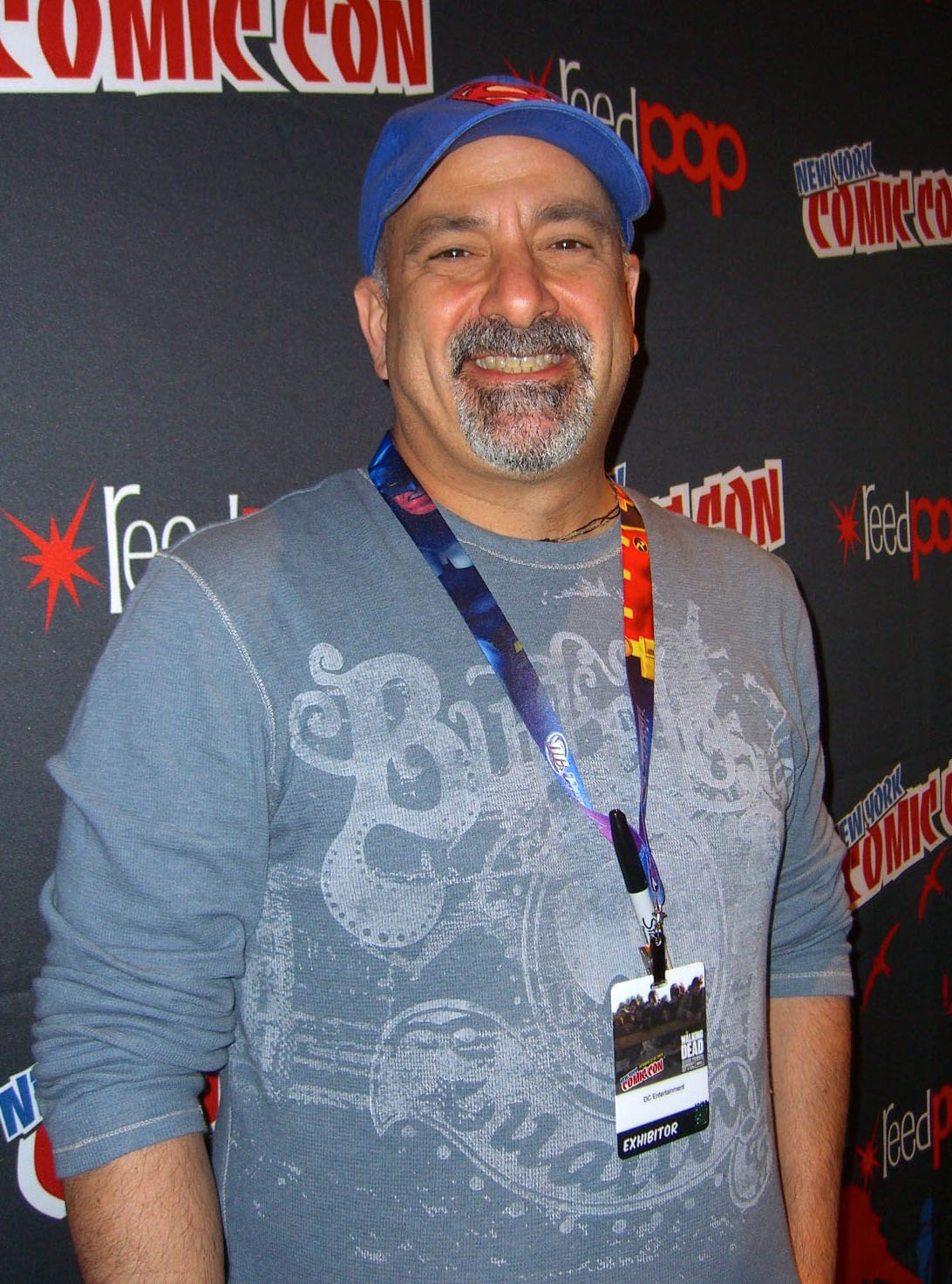
Dan DiDio, o editor-chefe da DC Comics. DiDio entendia à época de que Superman não precisava de inúmeras revistas e, cancelando Superman, manteve apenas duas revistas para o personagem: a antiga Adventures of Superman, cujo título foi reduzido para Superman, e Action Comics.

Em novembro de 2005 o editor-chefe da DC Comics, Dan DiDio, já havia anunciado que uma das três revistas de Superman seria cancelada após a conclusão de Crise Infinita. A intenção de DiDio era fazer com que a revista Adventures of Superman retomasse o seu título original e voltasse a se chamar apenas Superman. Disse: "Meu conceito é de que Batman e Superman não precisam ter inúmeras séries cada um, porque pode acabar existindo problemas entre elas. Então, cheguei ao ponto de deixar as duas mais antigas de cada um: Action Comics, Superman, Detective Comics e Batman". O cancelamento da revista chegou a ser caracterizado como "o fim de uma era" e "um evidente sinal de mudança", pois representava o fim de uma publicação iniciada pelo escritor John Byrne quando ele havia reformulado o personagem.
Em 2006 Geoff Johns, o responsável por Crise Infinita, foi anunciado como o escritor que assumiria o cargo de roteirista da revista Action Comics. Ao seu lado, inicialmente, estaria Kurt Busiek, que havia assinado um contrato de exclusividade com a editora no final de 2005, e fazer parte da nova equipe criativa responsável pelas histórias de Superman foi uma das razões que o fez aceitar a proposta. Em entrevista, Busiek declarou acreditar que "as coisas estão realmente estourando na DC, e há uma ênfase bem-vinda não só em fazer histórias que chamem a atenção, mas tornar claro que há algo importante e valoroso nas revistas que deixe o leitor fisgado por um longo período".
É a partir de Up, Up and Away! que foi apresentado aos leitores como Superman se integraria ao Universo DC após a conclusão de Crise Infinita. De acordo com a história A Queda de Camelot, publicada a partir de Superman #654, após a conclusão de Up, Up and Away!, Clark Kent já atuava como super-herói há mais de doze anos.
Busiek e Johns tinham por objetivo, em sua tramas, dar continuidade à história de Superman, mas ao mesmo tempo incluir referências inéditas aos primeiros anos de sua vida. Todo esse trabalho culminaria, em 2009, na produção de Superman: Secret Origin, uma minissérie em seis partes produzida com o intuito de contar a "história definitiva" dos primeiros anos de Superman, incorporando elementos não apenas da mitologia construída desde que John Byrne reformulara o personagem em 1986, mas também das histórias produzidas antes disso.
Além de A Queda de Camelot, Busiek seria o responsável pela produção de Back in Action, elaborada como uma continuação imediata à Up, Up and Away!. Ele havia se voluntariado para produzir a trama, com o objetivo de suprir o vácuo de três meses até o início da nova trama escrita por Johns e Richard Donner para Action Comics. Ao invés de elaborar uma trama "filler", Busiek buscou, ao lado do escritor Fabian Nicieza, apresentar uma trama que desse continuidade aos temas apresentados anteriormente em Up, Up and Away! e apresentasse alguns dos temas que seriam abordados nas histórias futuras.

### A Queda de Camelot, atrasos e Chris Kent
Em uma entrevista realizada após a publicação de Back in Action, Busiek detalharia seus planos para as próximas histórias em Superman. Após a conclusão da primeira metade de A Queda de Camelot, haveria uma pausa na história para que o artista Carlos Pacheco pudesse ter uma folga e manter o cronograma para a publicação do restante da trama. Enquanto isso, Busiek planejava três histórias. Destas, duas seriam ao lado de Nicieza: uma detalhando os primeiros dias de Clark Kent em Metropólis e outra abordando os "Monarchs", o time de baseball da cidade. A terceira trama seria uma edição especial mostrando o destino de Krypto, o Super-Cão após Crise Infinita. Após a publicação destas, a segunda metade de A Queda de Camelot seria publicada e Busiek já planejava continuar abordando em seguida na revista os Novos Deuses, os vilões da Intergangue, uma nova versão da personagem "Rainha Inseto", além de mostrar a busca pelo terceiro kryptoniano.
Busiek chegou a elaborar o roteiro para a edição dedicada a Krypto, e após a arte ter sido concluída, a publicação da mesma foi cancelada após a equipe editorial tomar ciência de que elementos da história estavam sub judice, e o que impedia o seu lançamento enquanto não se resolvesse a disputa nos tribunais.
Após o início de Lost Son, Chris Kent apareceria como um dos personagens das histórias publicadas na revista Superman - incluindo The Third Kryptonian - como se Clark e Lois realmente o tivessem adotado, como fora cogitado durante parte da história apresentada em Last Son, mas somente quando a conclusão desta foi publicada viu-se que o garoto acabou voltando para a Zona Fantasma. Da mesma forma, não estava suficiente clara a ordem em que 3-2-1 Action!, uma história de Busiek publicada entre as edições 852 e 854 de Action Comics, se encaixava com outras duas tramas de Johns, Escape from the Bizarro World e Superman and the Legion of Super-Heroes.
Last Son começou a ser publicada em outubro de 2006, após Back in Action. As primeiras três partes foram publicadas nas edições 844, 845 e 846 de Action Comics. A quarta parte só seria publicada em junho de 2007, em Action Comics #851, e a trama somente seria concluída quase dois anos após seu início, em Action Comics Annual #11, publicada em 2008.
A Queda de Camelot seria retomada em abril de 2007, com a publicação de Superman #662. Na edição, Superman usaria a tecnologia deixada pelo Leiloeiro para testar a heroína Poderosa, e descobriria que, embora ela fosse kryptoniana, por vir de outra dimensão, ela não seria a pessoa indicada pelas leituras do Leiloeiro. Superman também observaria que a chegada de Chris ao planeta teria se dado após os eventos envolvendo o Leiloeiro, e que Krypto estaria desaparecido há mais de um ano. Incapaz de encontrar uma resposta, ele cogita pedir ajuda a Batman. Na mesma edição, Superman colabora com a reconstrução do Planeta Diário, que fora atacado por Bizarro.
A "discrepância cronológica" na continuidade, criada pela menção dos eventos de Action Comics na história de Busiek levou o editor Matt Idelson a explicar que a primeira parte de Camelot Falls ocorria antes do início de Last Son e das demais histórias publicadas até a edição 850 de Action Comics e que as história da segunda metade ocorriam de forma quase simultânea.
Idelson esclareceria após a publicação do final de Last Son, em 2008, que a equipe não podia esperar a conclusão da história e impedir que Busiek utilizasse Chris em suas histórias. Até a conclusão de Last Son, já haviam sido publicadas também uma história "tapa-buraco" por Kurt Busiek e Brad Walker para as edições 852, 853 e 854 de Action Comics, protagonizada por Jimmy Olsen, Escape from the Bizarro World, publicada a partir de Action Comics #855 e Superman and the Legion of Super-Heroes, a partir de Action Comics #858.

Originalmente, ele iria continuar [na Terra] após o final de Last Son e partir [de volta para a Zona Fantasma] somente num momento posterior, o que acredito envolveria a trama de Superman and the Legion of Super-Heroes, mas essa história acabaria sendo publicada antes que Last Son pudesse ser concluída. O que quer que Geoff [Johns, autor de Last Son e Superman and the Legion of Super-Heroes] tivesse planejado para o personagem, ele foi impedido de fazer porque ele precisava terminar Last Son antes de seguir utilizando o personagem, e os eventos que poderiam ter sido mostrados, e poderiam influenciar outras histórias, acabariam não acontecendo por causa da bagunça no cronograma.

Questionado a respeito das incongruências, Idelson esclareceria que a única explicação aceitável seria de que entre a página 9 e 10 de Action Comics #846, quando Lois e Clark levam Chris para o Planeta Diário, teriam se passado várias semanas, nas quais aconteceram as histórias de Busiek em que o garoto aparecia. Admitindo que é difícil conciliar todas as histórias, por nem sempre se conseguir respeitar a sequência e o cronograma de publicação originalmente planejado, Idelson colocaria Last Son como a história que aconteceria primeiro, seguida por "Escape from the Bizarro World" e "3-2-1- Action", a história de Busiek publicada em Action Comics, cuja conclusão se daria ao mesmo tempo em que ocorrera "Superman and the Legion of Super-Heroes".
O escritor Kurt Busiek esclareceria que os atrasos teriam sido responsáveis por uma alteração no plano originalmente elaborado pela equipe para o personagem e para as tramas a serem produzidas pelo próprio Busiek e por Johns e Donner. Originalmente, o personagem não iria voltar para a Zona Fantasma no fim de Last Son, mas numa história posterior de Johns. Entretanto, os atrasos fariam com que a conclusão da primeira trama se desse depois das demais histórias de Johns, que não podia continuar utilizando o personagem enquanto não a terminasse.

### Lançamento eSuperman Annual#13

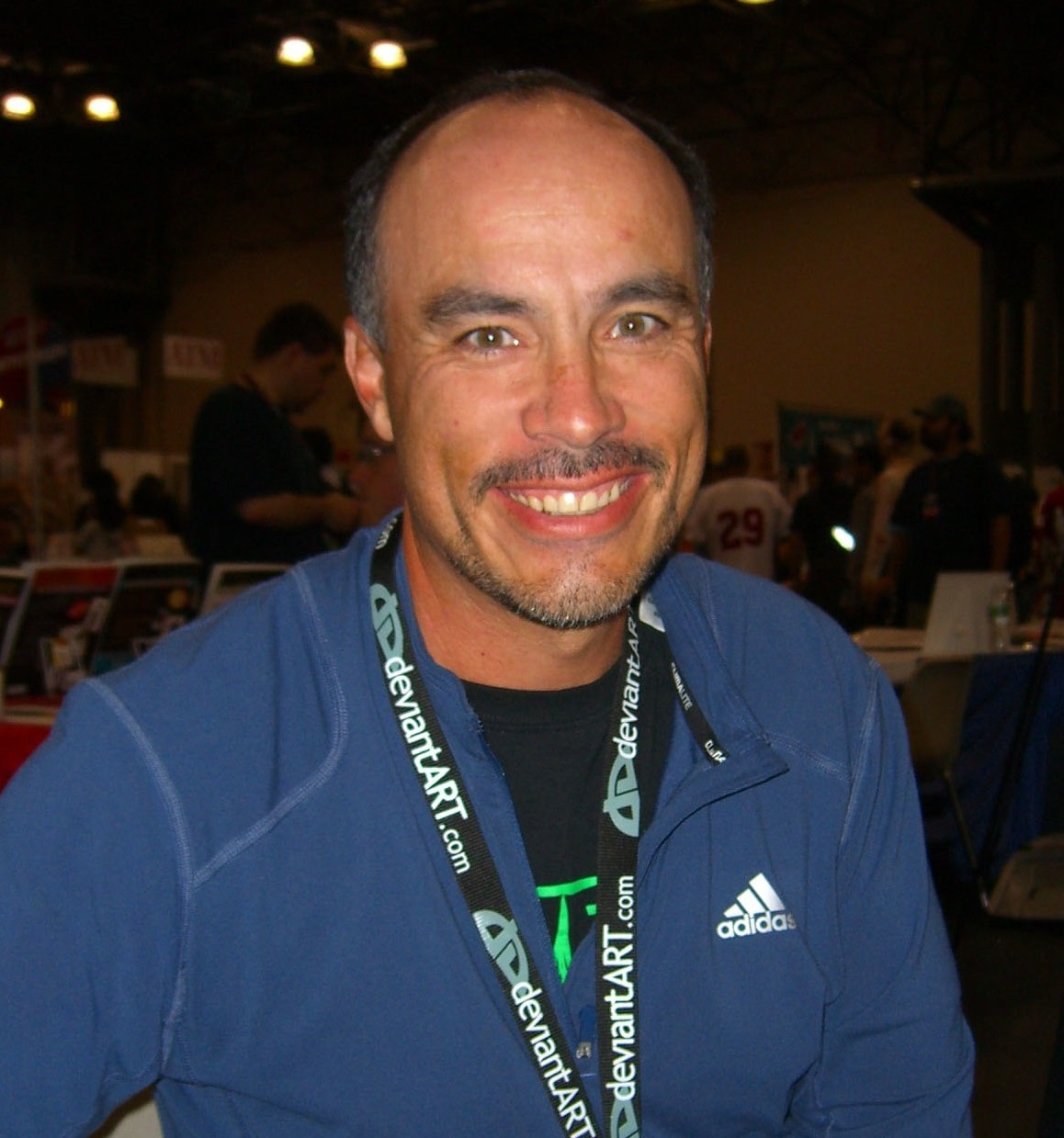
Alex Sinclair foi o responsável pela colorização da trama.

O Terceiro Kryptoniano deu continuidade à uma questão apresentada em Back in Action: haveria um outro kryptoniano no planeta Terra além de Superman e da Supergirl. A história, entretanto, servia um propósito maior, segundo Busiek, ele e Johns já haviam planejado antecipadamente cerca de dois anos de histórias, e "as revelações levam a coisas maiores. Há outros elementos nas histórias que irão retornar. [O Terceiro Kryptoniano] é uma história em três partes que pode ser vista como uma história auto-contida, mas é também a plataforma de lançamento para grandes eventos que estão prestes a ocorrer".
Após a publicação de Superman #662, seria anunciado que a publicação da conclusão de A Queda de Camelot se daria em Superman #668, em outubro de 2007, no mesmo mês em que começaria Superman and the Legion of Super-Heroes, entretanto, o cronograma de publicação foi alterado: a publicação de O Terceiro Kryptoniano foi adiantada um mês, e a conclusão da história anterior movida para uma outra revista. Originalmente as três partes da revista seriam publicadas nas edições 669 e 670 de Superman e em Superman Annual #13, mas a conclusão de A Queda de Camelot acabaria sendo movida para Superman Annual #13, enquanto O Terceiro Kryptoniano seria publicado nas edições 668, 669 e 670 de Superman.
O artista Alex Sinclair ficaria responsável por colorir a história, e estava trabalhando em Superman #670 quando começaram os incêndios florestais na Califórnia em outubro de 2007. Sinclair havia sido designado para colorir Superman #670 e Wonder Woman #14 e embora tenha conseguido concluir a colorização de Superman, só pode fazer cinco páginas de Wonder Woman antes de ser decretada a evacuação da área onde morava. Como já havia avisado a editora sobre a possibilidade de não ser capaz de concluir os serviços, um novo colorista foi designado para concluir o trabalho em Wonder Woman.
O próprio Busiek abordaria a produção da história e as incongruência criadas pela inclusão de Chris Kent numa entrevista publicada em 2008, esclarecendo que não pretendia utilizar o personagem originalmente, mas que, com os atrasos, Geoff Johns se via impedido de utilizar o personagem enquanto não terminasse Last Son, então ele permitiria que Busiek colocasse o personagem nas suas histórias enquanto isso. Entretanto, os atrasos levaram à uma alteração no plano original para o personagem, que iria aparecer em outras histórias de Johns inicialmente. "Eu simplesmente trabalhei com a informação que me foi fornecida à época, e quando tiveram que mudar por causa dos atrasos[com a história de Johns] eu já havia terminado, e Geoff foi o cara que ficou com a dor de cabeça de resolver o problema", disse, sobre as incongruências entre as histórias.

## Enredo
Durante um confronto com a raça alienígena dos "Dominators", Superman enxerga seu filho adotivo, Chris Kent, que estaria faltando aula. Chris compartilha com o pai os problemas que estaria tendo na escola, e ambos voam até a Batcaverna, onde encontram Batman e Robin. Enquanto Superman pede a Batman que faça um "projetor de radiação" pequeno o suficiente para colocar num relógio, para que a radiação solar vermelha controle os poderes de Chris, o garoto se espanta ao ver que Robin, um humano sem super-poderes, consegue realizar grandes acrobacias.
Ao serem alertados de que uma ponte estaria ruindo, Superman e Chris voam para o local, e encontram um grupo de garotos, que teriam adquirido força sobre-humana após fumarem um composto de origem alienígena. Investigando, Superman e Batman chegam à conclusão de que a erva possa estar relacionada ao "terceiro kryptoniano" que estariam procurando. Superman viaja até o local de origem do composto aparentemente kryptoniano, e descobre uma casa habitada por uma mulher chamada "Kristin Wells". Enquanto isso, uma nave alienigena, comandandada por um ser denominado Amalak, observa Superman, e descobre a existência de Kryptonianos no planeta Terra e da que a cidade de Kandor estaria no planeta também
Ao se aproximar da residência de Wells, Superman observa o exótico jardim ali presente, mas, antes que seja capaz de se apresentar à dona da casa, é esmurrado tão fortemente que é lançado até Tôquio. Quando consegue retornar ao local, Superman encontra Wells armada. Após afirmar que está ali apenas para conversar, consegue fazer com que ela se desarme, e compartilhe sua história: seu nome verdadeiro não era "Kristin Wells", mas "Karsta Wor-Ul", uma ex-soldado que teria servido sob o comando do Almirante Dru-Zod até que foi informada de que o governo Kryptoniano havia decidido interromper os avanços do Império kryptoniano, ordenando o fim das Marinha Espacial. Karsta e outros soldados teriam se recusado a retornar ao planeta.
Após algum tempo, Karsta conhecera Ro-Kul, outro kryptoniano, por quem teria se apaixonado. Karst e Ro se tornaram piratas espaciais, até que foram atacados por Amalak, um ser que buscava vingança contra toda a raça dos kryptonianos. Amalak teria sido bem-sucedido em matar Ro, e Karsta fugiria para Terra, onde permanecera escondida, na esperança de que Superman seria atacado por Amalak primeiro caso ele viesse ao planeta, dando-lhe tempo para fugir. Pouco antes de terminar de contar sua história para Superman, Karsta e ele são atacados por Amalak.
Todos os kryptonianos estão sendo atacados: enquanto Superman enfrenta o próprio Amalak, outros confrontos ocorrem com Poderosa, Supergirl e Krypto. Karsta decide aproveitar o momento para fugir do planeta e, vendo que Superman é abandonado, Batman decide ajudar. Amalak attaca Superman com explosivos que emitam radiação solar vermelha e com flechas de kryptonita, e o herói tenta fugir para uma de suas fortalezas da solidão, localizada na floresta amazônica, mas é cercado por Amalak e seus homens, que o capturam.
Amalak ativa uma máquina com o objetivo de roubar as memórias de Superman e descobrir onde Kandor estaria escondida, mas Superman consegue não somente resistir ao processo, mas também invertê-lo e ter acesso às memórias de Amalak, descobrindo a origem do rancor do vilão por kryptonianos: o Império Kryptoniano havia invadido o planeta-natal dele e o Almirante Dru-Zod ordenara o assassinato dos habitantes. Superman é resgatado, e Amalak invade a outra Fortaleza da Solidão, no pólo ártico. O confronto é retomado, com Batman inclusive participando com o uso de uma armadura, mas Amalak consegue alcançar a cidade engarrafada de Kandor, e se enfurece ao descobrir que aquela não é a cidade kryptoniana. Quando Amalak destrói a cidade engarrafada, Batman resolve desativar o relógio que impede que Chris use seus poderes, e o garoto voa para a Fortaleza para participar do combate.
Amalak derrota a todos, e quando é surpreendido por Chris, percebe que ele é descendente do Almirante Zod e tenta matá-lo. Superman força-se para proteger o filho, e luta com Amalak enquanto Supergirl tenta ativar o projetor da Zona Fantasma, com o objetivo de aprisionar Amalak dentro da outra dimensão. Karsta reaparece, e juntos os kryptonianos conseguem derrotar Amalak, prendendo-o em ferro fundido. Com o vilão imobilizado, Karsta decide entregá-lo para a polícia espacial, e também se entregar para ser julgada pelos crimes que cometera séculos antes. Superman se despede da terceira kryptoniana, esperando encontrar-se novamente após ela ter cumprido sua pena.
Superman reflete sobre o acontecido e, embora esteja feliz por ter conhecido outro lado da história de Krypton, preocupa-se em como reencontrar a cidade de Kandor, perdida em outra dimensão, e se realmente haveria uma outra Kandor, como Amalak havia dito, cheia de sobreviventes da destruição de Krypton.

## Repercussão

### Análise da crítica
Em sua coluna "The Buy Pile", no site "Comic Book Resources", o jornalista Hannibal Tabu avaliaria positivamente Superman #668, classificando a revista como parte da sua pilha de leituras, mas não da pilha de compras. Embora não fosse "boa o suficiente para comprar", a química entre Chris Kent e Robin e a presença de um Batman bem caracterizado compensando um antagonista pouco chamativo. Superman #669 já não receberia elogios, sendo classificada como uma das piores revistas lançadas naquela semana. Segundo Tabu, "O retcon em 'Superman' #669 simplesmente não presta. Estabelece no Universo DC a possibilidade de existirem kryptonianos quase imortais vagando pelo espaço, e mostra um Krypton onde as diferenças causadas pelo sol amarelo eram algo sabido por todos.
Dan Phillips, do site "IGN", apontou que a trama vinha sendo aguardada há muito, mas os atrasos em Camelot Falls contribuíram para criar uma ansiedade e uma expectativa que a história acabaria não atendendo, apontando que embora Superman #668 fosse uma revista bem escrita, a trama apresentada tinha momentos em que era "tediosa e auto-indulgente", com diálogos em excesso e pouco desenvolvimento da história, que não era nada cativante. A arte de Rick Leonardi também seria criticada: em comparação com Carlos Pacheco, desenhista da revista durante a trama anterior, o trabalho apresentado por Leonardi era muito inferior. Uma resenha publicada no site brasileiro "Fanboy" apontaria que por mais competente ilustrador de Leonardi fosse, seu traço consideravelmente mais estilizado que o de Pacheco causava um "choque visual". A história receberia uma nota 7,0: "é uma típica história de arrumação de tabuleiro, daquelas em que o autor apenas posiciona as peças para as próximas jogadas, quando aí sim as coisas devem acontecer Kirk Warren também avaliaria positivamente a edição em resenha publicada no site "The Weekly Crisis", apontando que era agradável ver o personagem Chris Kent sendo enfim utilizado em uma história além de Last Son e que a sequência em que o personagem conhecia Batman e Robin era ótima.

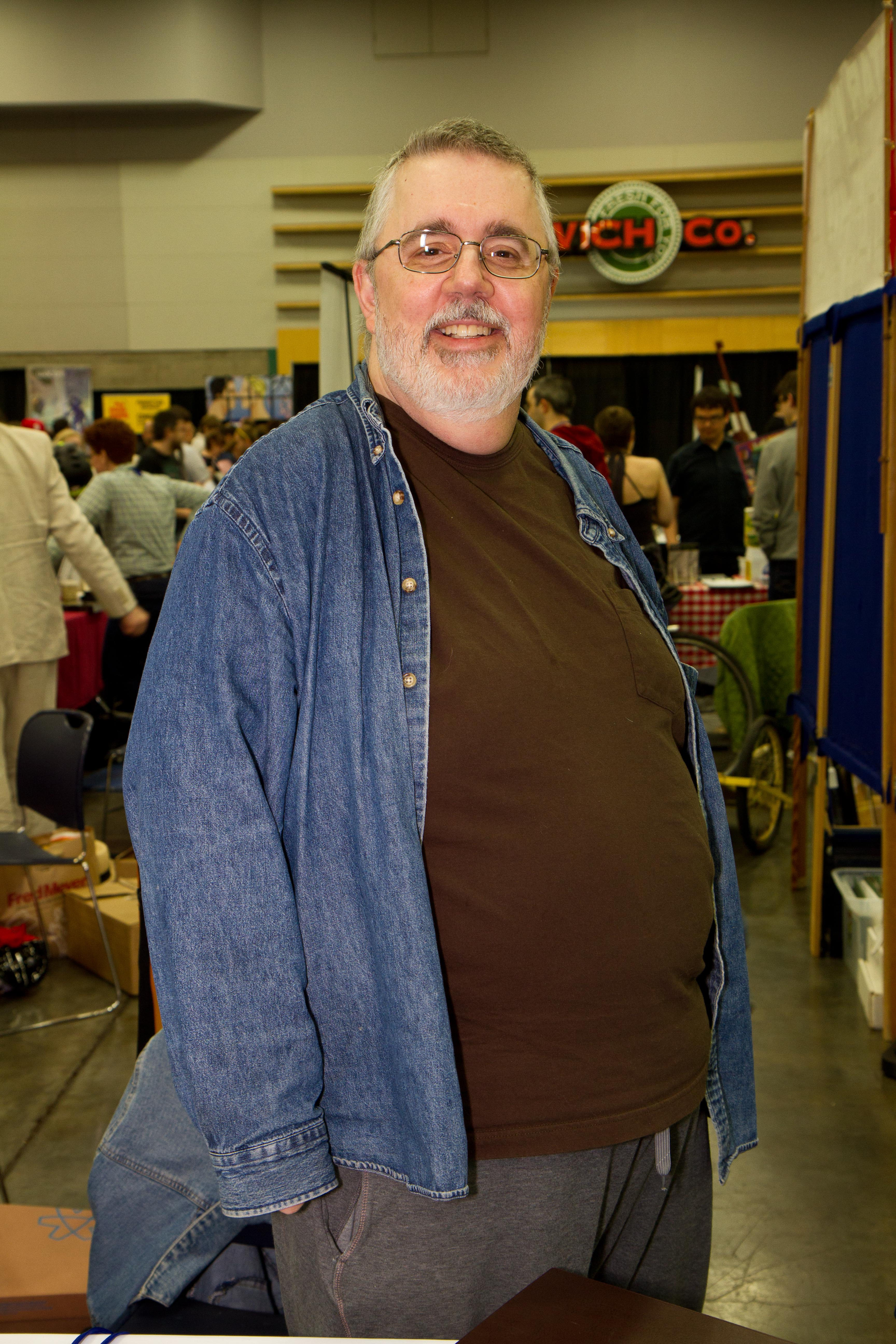
O escritor Kurt Busiek, responsável pelos roteiros da trama.

Kevin Powers, do site "Comics Bulletin", apontaria que embora a ideia por trás da história merecesse nota máxima, sua execução havia ficado muito a desejar: "A história terminou muito rapidamente, e poderia ter se beneficiado de um extensão por pelo menos mais duas edições". Powers apontaria ainda que Superman #670 possuía diversas falhas, tanto isoladamente quanto como parte das demais histórias produzidas por Busiek. Enquanto A Queda de Camelot teria se estendido por cerca de um ano e meio, O Terceiro Kryptoniano parecia ter tido sua conclusão apressada para caber em apenas três edições, e "definitivamente [três edições] não foram o suficiente para a história. A ideia é ótima, e Busiek desenvolveu muito bem a história de Kristen Wells, oferecendo um aprofundamento na história de Krypton e na própria vida da personagem. (...) As primeiras duas edições foram muito bem executadas. A primeira edição explorou a dinâmica entre Superman e seu filho adotivo, estabelecendo as bases para o encontro com Kristen. A segunda edição explorou o passado de Kristen e como ela sobreviveu à destruição de Krypton, além de mostrar um pouco mais do antagonista, o alienígena Amalak, deixando-o misterioso o suficiente para torná-lo intrigante. Entretanto, a segunda edição abandonou a dinâmica entre Superman e seu filho, e ela não se faz presente na conclusão também. Por mais que não seja crucial, é estranho ver uma parte da trama sendo simplesmente abandonada". Como resultado, o final parecia algo "comprimido para caber em uma edição", e era "clichê".
A história expandida do planeta Krypton apresentada em Superman #669 receberia elogios e Superman #670, por sua vez, receberia majoritariamente críticas negativas. A arte de Rick Leonardi para a edição seria classificada como "desleixada" e "horrível", com uma resenha publicada no site "The Weekly Crisis" destacando que em algumas cenas Lois Lane era retratada sem olhos e até sem nariz. Kirk Warren, o autor do texto, ainda se mostraria decepcionado com o roteiro, dizendo que Busiek havia preferido abandonar toda a lógica para terminar a história, resultando numa edição que era um "desperdício de dinheiro". O excesso de clichês no final também seria criticado por Adam Dechanel, do site "Superman Homepage", que classificaria o roteiro como "horrível", atribuindo-lhe uma nota "1", numa escala até 5. Dan Phillips, do site "IGN", atribuiria à edição uma nota "5,8", classificando-a como "medíocre", por possuir um roteiro decepcionante.

### Vendas

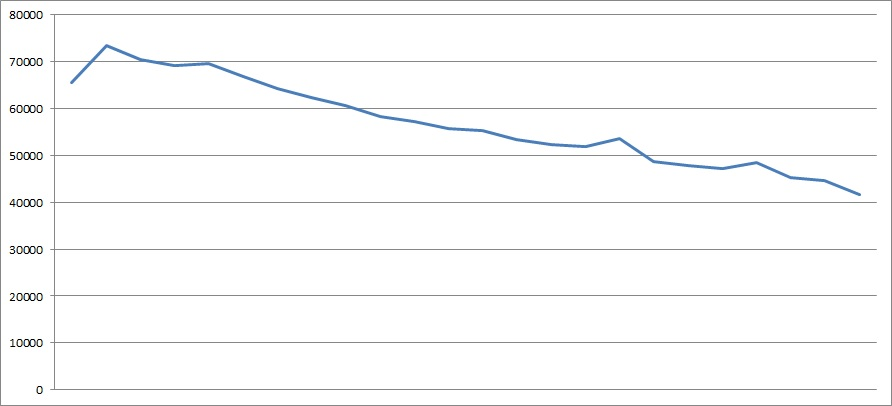
Demonstrativo de vendas da revista Superman entre suas edições 650 e 673, período em que Kurt Busiek esteve à frente dos roteiros

As duas primeiras edições venderam cerca de 47 mil exemplares e a conclusão, em Superman #670, vendeu cerca de 48 mil exemplares. A revista havia sido relançada em março de 2006 e, de acordo com os registros da Diamond, empresa responsável pela distribuição das revistas nos Estados Unidos, a primeira edição dessa nova fase, Superman #650, foi a 25ª revista mais vendida no mês de seu lançamento, com 65 595 exemplares vendidos só naquele mês. Um ano antes, em março de 2005, a revista, então denominada Adventures of Superman, havia vendido apenas cerca de 34 mil exemplares.
Superman #651 vendeu 73 356 exemplares em abril de 2006, tornando-se a 14ª revista mais vendida naquele mês. No mês seguinte, Superman #652 vendeu 70 432 exemplares e a partir daí a revista experimentaria quedas progressivas em suas vendas, aproximando-se do patamar baixo alcançado em 2005: Enquanto as edições 653 (a última de Up, Up and Away!) e 654 (a primeira de Camelot Falls) venderiam cerca 69 mil exemplares, já se registrou na edição 662, com o início da segunda metade de Camelot Falls, vendeu apenas 55 218 exemplares e as edições venderam mantiveram um nível de vendas ainda menor, com apenas cerca de 50 mil exemplares vendidos a cada mês.
Após The Last Kryptonian, as últimas três histórias de Busiek apresentariam vendas ainda mais baixas: Superman 671 e 672 manteriam vendas de apenas 45 mil exemplares, em média e Superman #673 venderia apenas 41 554 exemplares no mês de seu lançamento.

## Kandor e Chris Kent apósO Terceiro Kryptoniano
Ao final de The Third Kryptonian, a cidade engarrafada de Kandor desaparece. Pouco antes do início da publicação da história, Busiek revelaria em entrevista a trama que a sucederia: A Rainha Inseto, que seria publicada nas edições 671, 672 e 673 de Superman. A trama seria a última trama produzida por Busiek antes de uma segunda história nos moldes de Up, Up and Away!, que seria publicada simultanea e alternadamente em Superman e Action Comics. A ideia era de que com a conclusão dos dois arcos então publicadas nas revistas, A Rainha Inseto e Superman e a Legião dos Super-Heróis, fosse publicada essa nova história.
Após a conclusão de A Rainha Inseto, Renato Guedes foi anunciado como o novo desenhista da revista a partir da edição 674 e Busiek anunciou que deixaria a revista na edição seguinte para se focar num projeto ao lado de Mark Bagley - a série Trindade. Juntos, Busiek e Guedes produziriam uma única trama em duas partes intitulada "Sombras Prolongadas", que também tinha Chris Kent como personagem, e mostra eventos cronologicamente anteriores à conclusão de O Último Filho.
Quando o escritor James Robinson foi anunciado como o substituto de Busiek em Superman, no início de 2008, tanto Johns quanto ele declararam ter planejado estabelecer uma maior ligação entre as duas revistas, e que cada um deles escreveria um arco diferente (A Chegada de Atlas e Brainiac) que resultariam numa história que seria publicada no final daquele ano tanto em Action quanto em Superman e Supergirl. Essa história, posteriormente se revelaria, seria o início da saga Novo Krypton. Ao final de Brainiac, Superman consegue resgatar a cidade engarrafada de Kandor, e a mesma é revertida ao seu tamanho original, revelando uma população de cerca de cem mil kryptonianos.